# Кери (Северна Каролина)
Кери (енгл. Cary) град је у америчкој савезној држави Северна Каролина.

## Демографија
По попису из 2010. године број становника је 135.234, што је 40.698 (43,1%) становника више него 2000. године.
|                   | 2010.            | 2000.           |
| Укупно            | 135 234 (100,0%) | 94 536 (100,0%) |
| Белци             | 93 202 (68,92%)  | 75 299 (79,65%) |
| Азијати           | 17 668 (13,06%)  | 7 643 (8,085%)  |
| Афроамериканци    | 10 787 (7,977%)  | 5 813 (6,149%)  |
| Хиспаноамериканци | 10 364 (7,664%)  | 4 047 (4,281%)  |
| Остали            | 3 213 (2,376%)   | 1 734 (1,834%)  |

## Партнерски градови
- Маркам
- Ле Туке Пари Плаж
- Hsinchu